# Giacomo Cenna
Giacomo Cenna (Venosa, 10 novembre 1560 – Venosa, dopo il 1640) è stato uno storico italiano.

## Vita
Giacomo nacque a Venosa da Ascanio, giurista e letterato al servizio dei principi Gesualdo.
Dopo la laurea a Salerno, in diritto civile e canonico, Cenna ritornò a Venosa, dove tenne scuola di diritto e, per i suoi meriti letterari, in quanto membro della gesualdiana Accademia dei Rinascenti (fondata nel 1612), fu nominato, già nel 1589, canonico ed arcidiacono della Cattedrale di Venosa. Fu, inoltre, poeta su commissione per l'amministrazione di Andria, in diocesi di Venosa, per la battaglia contro gli abitanti di Minervino.
Nel 1614, quando il vescovo Andrea Perbenedetti progettò di aggiungere alle costituzioni sinodali della diocesi la lista dei vescovi, incaricò proprio il Cenna di compilarla, dandogli carta bianca nella consultazione dell'archivio della Cattedrale: il risultato fu un catalogo, Nomina episcoporum, qui pro tempore praefuerunt Ecclesiae Venusinae.
Proprio per questo motivo, il Cenna aveva ottenuto, in vista della composizione di una storia della città commissionatagli dal vescovo, l'autorizzazione a consultare i documenti dell'archivio vescovile e capitolare. Tuttavia, probabilmente, l'accademico trattenne presso di sé alcune carte, sicché il Perbenedetti il 7 giugno del 1616 inviò i procuratori del Capitolo, Angelo Spata e Giovanbattista di Santa Lucia, a perquisire l'abitazione del Cenna, che perse la carica di arcidiacono. L'astio per questa estromissione si riversò nel seguito dell'opera già composta - e mai pubblicata -, la Cronaca antiqua della Città di Venosa, quando, trattando dei vescovi venosini, Cenna affermò, del Perbenedetti, «che duoi errori erano stati fatti al mondo: l'uno da Paulo V a farlo Vescovo di Venosa, e l'altro da Urbano a farlo visitatore del Regno di Napoli».
Il Cenna non riottenne l'arcidiaconato neanche con i successori del Perbenedetti, Frigerio e Conturla. Dopo il 1640, ultima data ricordata nella Cronaca, non abbiamo più notizie di lui, sicché si può ritenere che sia morto poco dopo.

## Opere

### Opere storiche
Cenna inizió la sua attività storiografica con i  Nomina episcoporum, qui pro tempore praefuerunt Ecclesiae Venusinae Archiviato il 6 gennaio 2014 in Internet Archive., un elenco ragionato dei vescovi di Venosa redatto come postfazione agli atti del Sinodo Diocesano indetto dal Perbenedetti nel 1614.
L'opera maggiore é, però, la Cronaca antica della Città di Venosa, rimasta inedita fino al 1902, quando fu pubblicata in stralci dall'avvocato e studioso venosino Gerardo Pinto su interessamento di Giustino Fortunato. In quella che risulta essere, più che una vera e propria storia di Venosa, un'apologia dell'antichità e della grandezza della cittadina basilicatese, fondata sulla Chiesa, Cenna si dedicò ad imbastire un discorso apologetico costruito, più che su una rigida intelaiatura cronologica, su vere e proprie argomentazioni “indiziarie” dell'antichità di Venosa, in primo luogo i “fatti d'arme” (capp. I-VI): «l'antichità, nobiltà e grandezza del Populo di questa città di Venosa se può videre dalle guerre da esso fatte ne i tempi antiqui».
Mancando ogni memoria dell'antico legata ad una remota fondazione della città, inoltre, l'accademico venosino cercò di collegare il tema della fedeltà della città al personaggio meglio definito nelle fonti e meglio descrivibile, ancorché legato alla città da una circostanza fortuita. Nel caso di Venosa, la centralità di Marcello come vir illustris e legato, seppur tenuemente, a Venosa, spinse il Cenna a dedicare un ampio racconto al console romano, introdotto come gloria cittadina e prova fondamentale dell'antichità della città. Del resto, era visibile, tra i monumenti venosini, la cosiddetta tomba di Marcello, molto vicina al perimetro della città: si trattava di un sepolcro, del quale resta solo il nucleo in opus cementicium.
Inoltre, Cenna indicava, tra i segni d'onore della città: l'elenco delle chiese cittadine: «dalle chiese dedicate alla Divina Maestà del Signore Iddio se può medesmamente conietturare l'antiquità e nobiltà di Venosa»;
 l'elenco dei privilegi concessi alla città dai vari sovrani (XXV-XXVIII): «l'antiquità e nobiltà della città di Venosa si può considerare medesmamente dall'altri privilegij e prerogative che tiene»;
 le «persone litterate» (XXIX-XXXIII): «l'antiquità e nobiltà delle città si considera medesmamente dalla grandezza degl'ingegni di suoi cittadini».

### Opere poetiche
Il manoscritto che contiene la Cronaca comprende anche altre sue opere inedite: versi d'occasione per i vescovi successori del Perbenedetti; due poemetti sulla guerra franco-spagnola, Bellum Magni Ducis e Factum post bellum Magni Ducis; De clade illata Minervinensibus a civibus civitatis Andriae; Exhortatio latina per una guerra ai Turchi.